# Copa espanyola d'hoquei sobre patins en línia masculina
|  | Aquest article tracta sobre la competició masculina. Si cerqueu la competició femenina, vegeu «Copa espanyola d'hoquei sobre patins en línia femenina». |

La Copa espanyola d'hoquei sobre patins en línia masculina, coneguda com a Copa del Rei d'hoquei sobre patins en línia és una competició esportiva de clubs espanyols d'hoquei sobre patins en hoquei línia, creada la temporada 2003-04. De caràcter anual, està organitzada per la Real Federació Espanyola de Patinatge. Hi participen els vuit equips millors classificats al final de la primera volta de la Lliga Élite masculina, disputant una fase final en una seu neutral en format d'eliminatòria directa amb quarts de final, semifinal i final. El guanyador del torneig és declarat campió de la Copa del Rei i té dret a participar en la Supercopa d'Espanya de la següent temporada.
El dominador de la competició és el Club Patinaje en Línea Valladolid amb deu títols. L'Hockey Club Rubí Cent Patins amb cinc (2006, 2009, 2013, 2016, 2017) i l'Espanya Hoquei Club amb dos (2004, 2015) són els únics equips de l'àmbit catalanoparlant que han guanyat la competició, mentre que l'Igualada Hoquei Club aconseguí el subcampionat de la primera edició.

## Historial
| En negreta = Equip guanyador (1) = Nombre de campionats (prò.) = Pròrroga (p.) = Penals Nota: Noms dels equips segons l'època |

| Edició | Temp.   | Data       | Campió                  | Resultat   | Finalista              | Seu                                       | refs   |
| ------ | ------- | ---------- | ----------------------- | ---------- | ---------------------- | ----------------------------------------- | ------ |
| I      | 2003-04 | 13-06-2004 | Espanya HC (1)          | 8-7        | Igualada HL            | Poliesportiu Son Moix, Palma              | [ 2 ]  |
| II     | 2004-05 | 05-06-2005 | CPL Valladolid (1)      | 7-6        | Espanya HC             | Poliesportiu Los Cerros, Valladolid       | [ 3 ]  |
| III    | 2005-06 | 05-03-2006 | HC Rubí Cent Patins (1) | 6-3        | Espanya HC             | Poliesportiu Infanta Cristina, Torrevella | [ 1 ]  |
| IV     | 2006-07 | 07-06-2007 | CPL Valladolid (2)      | 3-2        | HC Rubí Cent Patins    | Poliesportiu de Txurdínaga, Bilbao        | [ 4 ]  |
| V      | 2007-08 | 08-06-2008 | Dismeva CPLV (3)        | 7-3        | Espanya HC             | Poliesportiu Son Moix, Palma              | [ 5 ]  |
| VI     | 2008-09 | 08-03-2009 | HC Rubí Cent Patins (2) | 3-2        | Espanya HC             | Poliesportiu García San Román, Las Palmas | [ 1 ]  |
| VII    | 2009-10 | 17-05-2010 | Dismeva CPLV (4)        | 2-1        | Espanya HC             | Zorrotzako Kiroldegia, Bilbao             | [ 6 ]  |
| VIII   | 2010-11 |            | Dismeva CPLV (5)        | 5-4        | Espanya HC             | Valladolid                                |        |
| IX     | 2011-12 | 16-04-2012 | Dismeva CPLV (6)        | 3-2        | Espanya HC             | Pavelló La Llana, Rubí                    | [ 7 ]  |
| X      | 2012-13 | 05-05-2013 | HC Rubí Cent Patins (3) | 3-2        | CPLV Dismeva Mozo-Grau | Poliesportiu de Canterac, Valladolid      | [ 8 ]  |
| XI     | 2013-14 | 01-06-2014 | CPL Valladolid (7)      | 4-3        | HC Rubí Cent Patins    | Poliesportiu de Canterac, Valladolid      | [ 9 ]  |
| XII    | 2014-15 | 10-05-2015 | Espanya HC (2)          | 6-0        | CPL Valladolid         | Palma Arena                               | [ 10 ] |
| XIII   | 2015-16 | 27-03-2016 | HC Rubí Cent Patins (4) | 3-0        | Tres Cantos PC         | Poliesportiu de la Luz, Tres Cantos       | [ 11 ] |
| XIV    | 2016-17 | 16-04-2017 | HC Rubí Cent Patins (5) | 3-2        | Espanya HC             | Pavelló Francisco Calvo, Barcelona        | [ 12 ] |
| XV     | 2017-18 | 01-04-2018 | CPL Valladolid (8)      | 2-1        | Metropolitano HC       | Poliesportiu de Canterac, Valladolid      |        |
| XVI    | 2018-19 | 21-04-2019 | CPL Valladolid (9)      | 5-1        | Espanya HC             | Poliesportiu de Canterac, Valladolid      | [ 13 ] |
| XVII   | 2019-20 | 09-02-2020 | CH Molina Sport (1)     | 2-1        | Espanya HC             | Poliesportiu de Canterac, Valladolid      | [ 14 ] |
| XVIII  | 2020-21 | 31-01-2021 | CH Molina Sport (2)     | 5-4 (prò.) | Espanya HC             | Poliesportiu García San Román, Las Palmas | [ 15 ] |
| XIX    | 2021-22 | 30-01-2022 | CH Molina Sport (3)     | 4-1        | Caja Rural CPLV        | Palau d'Esports de Cartagena              | [ 16 ] |
| XX     | 2022-23 | 22-03-2023 | Caja Rural CPLV (10)    | 3-1        | CH Molina Sport        | Poliesportiu de Canterac, Valladolid      | [ 17 ] |
| XXI    | 2023-24 | 04-02-2024 | Club Molina Sport (4)   | 6-5 (prò.) | Caja Rural CPLV        | Pavelló Ángel Nieto, Zamora               | [ 18 ] |
| XXII   | 2024-25 | 10-02-2025 | Club Molina Sport (5)   | 2-1        | Caja Rural CPLV        | Poliesportiu García San Román, Las Palmas | [ 19 ] |

## Palmarès
| Equip                             | Campió | Subcampió | Finals | Anys campió                                                | Anys subcampió                                                   |
| --------------------------------- | ------ | --------- | ------ | ---------------------------------------------------------- | ---------------------------------------------------------------- |
| Club Patinaje en Línea Valladolid | 10     | 5         | 14     | 2005, 2007, 2008, 2010, 2011, 2012, 2014, 2018, 2019, 2023 | 2013, 2015, 2022, 2024, 2025                                     |
| Hockey Club Rubí Cent Patins      | 5      | 2         | 7      | 2006, 2009, 2013, 2016, 2017                               | 2007, 2014                                                       |
| Club Molina Sport                 | 5      | 1         | 5      | 2020, 2021, 20222, 2024, 2025                              | 2022-23                                                          |
| Espanya Hoquei Club               | 2      | 11        | 13     | 2004, 2015                                                 | 2005, 2006, 2008, 2009, 2010, 2011, 2012, 2017, 2019, 2020, 2021 |
| Igualada Hoquei Club              | 0      | 1         | 1      | —                                                          | 2004                                                             |
| Tres Cantos Patín Club            | 0      | 1         | 1      | —                                                          | 2016                                                             |
| Metropolitano Hockey Club         | 0      | 1         | 1      | —                                                          | 2018                                                             |